# Thuiaria cupressoides
Thuiaria cupressoides is een hydroïdpoliep uit de familie Sertulariidae. De poliep komt uit het geslacht Thuiaria. Thuiaria cupressoides werd in 1783 voor het eerst wetenschappelijk beschreven door Lepechin. 